# 米尔福德黑文侯爵
米尔福德黑文侯爵 （英語：Marquess of Milford Haven）為一聯合王國貴族爵位，於1917年11月7日由英王佐治五世授予前第一海務大臣，巴滕貝格的路易親王。他在四個月前因當時社會上反德情緒高漲（時值一次大戰），應佐治五世請求而放棄所有德籍爵位及頭銜，並盎格魯化为蒙巴顿，是爲第一代米尔福德黑文侯爵路易·蒙巴顿。他在獲授侯爵爵位的同時獲附授梅迪纳伯爵（英語：Earl of Medina）及在漢普郡的奥尔德尼子爵（英語：Viscount Alderney），均爲聯合王國貴族爵位。
第一代緬甸的蒙巴頓伯爵路易·蒙巴頓（1900-1979）為第一代侯爵之次子，而第一代卡里斯布魯克侯爵亞歷山大·蒙巴頓（1886-1960）則為第一代侯爵之侄子。

## 米尔福德黑文侯爵（1917）

第一代米爾福德黑文侯爵路易·亞歷山大·蒙巴頓

同時持有爵位：梅迪纳伯爵（聯合王國，1917）、奥尔德尼子爵（聯合王國，1917）
- 第一代米爾福德黑文侯爵路易·亞歷山大·蒙巴頓 GCB GCVO KCMG （1854–1921）
- 第二代米爾福德黑文侯爵喬治·蒙巴頓 GCVO（1892–1938）
- 第三代米爾福德黑文侯爵大衛·蒙巴頓 OBE DSC（1919–1970）
- 第四代米爾福德黑文侯爵喬治·蒙巴頓（1961–）

現繼承人為現任侯爵之長男，梅迪纳伯爵亨利·蒙巴頓（1991–）。

## 繼承順序
- 第一代米爾福德黑文侯爵路易·亞歷山大·蒙巴頓（1854–1921）
  -  第二代米爾福德黑文侯爵喬治·蒙巴頓（1892–1938）
    -  第三代米爾福德黑文侯爵大衛·蒙巴頓（1919–1970）
      -  第四代米爾福德黑文侯爵喬治·蒙巴頓（1961-）
        - (1)亨利·蒙巴頓，梅迪纳伯爵（1991-）

      - (2) 伊瓦尔·蒙巴頓（1963-）

## 紋章
|  | 冠冕侯爵冠冕 飾章左：一對銀紅橫間十等分的角，每隻外展四枝樹枝，其各有三片下垂的綠椴樹樹葉，置於冠冕之上；右：四條鴕鳥羽毛，銀黑相間，置於冠冕之上。 盾紋四等分——第一和第四分區：藍底，銀紅相間的圍框内一銀紅橫間十等分的獅子：躍立、頭戴金冠、舌爪紅色（黑森）；第二和第三分區：銀底，兩黑縱條（巴滕貝格）；盾頂中為愛麗絲公主之紋章，即皇家徽章上加以一銀色三尖頭墜飾橫帶，中尖頭上为一紅玫瑰，兩側垂飾上为一黑貂皮纹。 扶盾者左右均爲一金獅：雙尾、頭戴金冠。 銘言IN HONOUR BOUND |

### 引用
1. ↑  . London Gazette. 9 November 1917.
2. ↑  . London Gazette. 9 November 1917.
3. ↑  Pine, Leslie G. (编).  99. Burke's Peerage Limited. 1949: 1388. OCLC 776098787.